# Yusif Sadıxov
Yusif Mədət oğlu Sadıxov (ur. 1918 we wsi Ağdam w Rejonie Tovuz, zm. 11 czerwca 1971 w Tovuzie) – radziecki żołnierz narodowości azerskiej, Bohater Związku Radzieckiego (1945).

## Życiorys
Urodził się w rodzinie chłopskiej. Miał wykształcenie średnie, pracował w kołchozie, w 1938 został powołany do Armii Czerwonej, od lutego 1942 uczestniczył w wojnie z Niemcami. Brał udział w obronie Moskwy, bitwie pod Kurskiem, walkach na Froncie Woroneskim, Ukrainie, Białorusi i w Polsce i szturmie na Berlin. Jako dowódca działonu dywizji artylerii 19 Gwardyjskiej Brygady Zmechanizowanej 8 Gwardyjskiego Korpusu Zmechanizowanego 1 Gwardyjskiej Armii Pancernej 1 Frontu Białoruskiego w stopniu starszyny szczególnie wyróżnił się podczas operacji wiślańsko-odrzańskiej w styczniu 1945, m.in. w walkach o Nowe Miasto nad Pilicą 16 stycznia i w rejonie Zgierza 18 stycznia; był wówczas ranny. 26 kwietnia 1945 podczas operacji berlińskiej został ciężko ranny w głowę. Po demobilizacji wrócił w rodzinne strony, pracował w przemyśle naftowym. Jego imieniem nazwano ulicę w Tovuzie.

## Odznaczenia
- Złota Gwiazda Bohatera Związku Radzieckiego (31 maja 1945)
- Order Lenina
- Order Wojny Ojczyźnianej II klasy
- Order Czerwonej Gwiazdy

I medale.